# Bradford Bulls
Bradford Bulls är en rugbyklubb i Bradford. Klubben, som ursprungligen hette Bradford Rugby Club, bildades 1863 och har varit mycket framgångsrikt. Bland annat har de vunnit Super League (Europe) ett flertal gånger.